# Panigah
Panigah is een bestuurslaag in het regentschap Aceh Utara van de provincie Atjeh, Indonesië. Panigah telt 508 inwoners (volkstelling 2010).